# リリースノート
リリースノート(Release notes)とは、ソフトウェア製品のリリースの際に、機能強化や不具合修正の内容などをユーザーに示す資料またはウェブサイトである。製品がすでに顧客によって利用されている場合、リリースノートはソフトウェアが更新される際に提供される。開発段階またはテスト段階の製品について作成されることもある。

## 役割
リリースノートは、ソフトウェア製品の個別のリリースバージョンに関する機能強化、仕様変更、不具合修正などを、エンドユーザーや製品購入者に対して提示することを目的とする。
また、システムテストの際の付属資料として、開発チームから関連部門に提供されることもある。
リリースノートは個別のリリース内容について簡潔に記載されるものであって、仕様書やマニュアルの役割を担うものではない。

## 記載内容
リリースノートの標準的な様式は存在せず、発行組織ごとに、提供すべき情報の種類や要件に応じた様式が採用される。また、具体的な記載内容は製品のリリース形態によって異なる。
以下は、リリースノートに記載されうる内容の一例である。
- ヘッダー - 資料名称、製品名、リリース番号、リリース日、リリースノート番号、リリースノート作成日など
- 概要 - 製品や変更点に関する簡潔な説明
- 目的 - リリースノートの提供目的に関する簡潔な説明
- 更新事項の説明 - リリースにともなう更新事項（機能強化や不具合修正など）に関する簡潔な説明
- 再現手順 - 不具合の発生条件や手順
- 解決方法 - 機能強化や不具合修正の方法に関する簡潔な説明
- エンドユーザーへの影響 - エンドユーザーがとるべき特別な対処や、他機能に与える影響など
- サポートへの影響 - ソフトウェア管理プロセスに与える影響など
- 備考 - ソフトウェアやハードウェアのインストール、バージョンアップ、製品資料の更新などに関する説明
- 免責事項や契約内容